# Epsilon Canis Majoris
Pour les articles homonymes, voir Adhara, Adara et Epsilon (homonymie).
Désignations
Epsilon Canis Majoris (ε Canis Majoris / ε CMa) est la seconde étoile la plus brillante de la constellation du Grand Chien, et l'une des plus brillantes du ciel nocturne. Sa magnitude apparente est de +1,50. Son nom traditionnel est Adhara, parfois orthographié Adara. Il provient de l'arabe عذارى aðāra, « les vierges ».
Le nom propre d'Adhara a été officialisé par l'Union astronomique internationale le 21 août 2016.
Adhara est une étoile binaire, située à environ 405 années-lumière du système solaire. L'étoile principale est une géante lumineuse bleue appartenant à la classification spectrale B1,5II. Elle a une température de surface de 25 000 K et émet un rayonnement 20 000 fois supérieur à celui du Soleil avec un rayon environ égal à 8 fois celui du Soleil. Son compagnon, de magnitude +7,5, est situé à 7,5 secondes d'arc, mais il ne peut être observé que par les très grands télescopes, l'étoile principale du système étant environ 250 fois plus lumineuse.